# Episodi di Casalingo Superpiù (settima stagione)
La settima stagione della serie televisiva Casalingo Superpiù è stata trasmessa in anteprima negli Stati Uniti d'America dalla ABC tra il 18 settembre 1990 e il 7 maggio 1991.
| nº | Titolo originale                              | Titolo italiano | Prima TV USA      | Prima TV Italia |
| -- | --------------------------------------------- | --------------- | ----------------- | --------------- |
| 1  | Ridiculous Liaisons                           |                 | 18 settembre 1990 |                 |
| 2  | Hey Dude                                      |                 | 25 settembre 1990 |                 |
| 3  | The Fabulous Robinson Sisters                 |                 | 2 ottobre 1990    |                 |
| 4  | Did You Ever Have to Make Up Your Mind?       |                 | 9 ottobre 1990    |                 |
| 5  | One Flew Over the Empty Nest                  |                 | 16 ottobre 1990   |                 |
| 6  | The Kid                                       |                 | 23 ottobre 1990   |                 |
| 7  | Parental Guidance Suggested                   |                 | 30 ottobre 1990   |                 |
| 8  | Roomies                                       |                 | 6 novembre 1990   |                 |
| 9  | Four Alarm Tony                               |                 | 13 novembre 1990  |                 |
| 10 | Starlight Memories                            |                 | 20 novembre 1990  |                 |
| 11 | Inherit the Wine                              |                 | 27 novembre 1990  |                 |
| 12 | Who's Minding the Kid?                        |                 | 4 dicembre 1990   |                 |
| 13 | Broadcast Blues                               |                 | 18 dicembre 1990  |                 |
| 14 | Days of Blunder                               |                 | 8 gennaio 1991    |                 |
| 15 | You Can Go Home Again                         |                 | 22 gennaio 1991   |                 |
| 16 | Ms. Mom                                       |                 | 29 gennaio 1991   |                 |
| 17 | The Unsinkable Tony Micelli                   |                 | 5 febbraio 1991   |                 |
| 18 | Tony and Angela Get Divorced                  |                 | 12 febbraio 1991  |                 |
| 19 | Let Her Tell You 'Bout the Birds and the Bees |                 | 19 febbraio 1991  |                 |
| 20 | Party Politics                                |                 | 26 febbraio 1991  |                 |
| 21 | Choose Me                                     |                 | 12 marzo 1991     |                 |
| 22 | Tony and the Princess                         |                 | 26 marzo 1991     |                 |
| 23 | Between a Rock and a Hard Place               |                 | 16 aprile 1991    |                 |
| 24 | The Road to Washington (Part 1)               |                 | 30 aprile 1991    |                 |
| 25 | The Road to Washington (Part 2)               |                 | 7 maggio 1991     |                 |